# Juwet (Ngronggot)
Juwet is een bestuurslaag in het regentschap Nganjuk van de provincie Oost-Java, Indonesië. Juwet telt 5268 inwoners (volkstelling 2010).